# Mayriella spinosior
Mayriella spinosior é uma espécie de formiga do gênero Mayriella, pertencente à subfamília Myrmicinae.